# Kalidasia radiata
Kalidasia radiata is een steenvlieg uit de familie borstelsteenvliegen (Perlidae). De wetenschappelijke naam van de soort is voor het eerst geldig gepubliceerd in 1916 door Klapálek.